# Чемпіонат України з ралі
Чемпіонат України з ралі (англ. Ukrainian Rally Championship, URC) — багатоетапна ралійна серія, яку щороку проводить Автомобільна федерація України (FAU). Проводиться з 1994 року по наші дні. Підготовкою спортивного та технічного регламенту Чемпіонату України, а також організацією та популяризацією цього турніру займається Комітет ралі FAU.
В різні роки чемпіонат України з ралі містив в собі від двох до семи етапів, що проходили на трьох типах покриття — гравії, ґрунті та асфальті. Титул чемпіона України з ралі розігрується в абсолютному заліку та в різних залікових класах, які відрізняються один від одного за рівнем підготовки автомобілів та робочим обсягом їхніх двигунів, а також серед команд. При цьому титул чемпіона України з ралі в особистому заліку розігрується як серед перших пілотів (водіїв), так і серед других пілотів (штурманів).

## Чемпіони серед пілотів
Титул абсолютного чемпіона України з ралі з 1994 по 2021 роки було розіграно 28 разів. Абсолютними чемпіонами України серед перших пілотів ставали 14 спортсменів, серед яких найбільш титулованими є Олександр Салюк-молодший (вигравав це звання сім разів), Василь Ростоцький (чотири рази)  та Олександр Салюк-старший (тричі). Титул абсолютного чемпіона України серед других пілотів (штурманів) здобували 18 спортсменів, з-поміж яких лідерами є Віктор Балін, Євген Сокур (по три титули), Адріан Афтаназів, Олександр Горбик, Леонід Косянчук, Євген Червоненко та Володимир Равінський (по два).
За всю історію чемпіонату України з ралі тільки одного разу абсолютним чемпіоном України ставав громадянин іншої держави – 1999 року цей титул здобув британець Майкл Орр. Втім, оскільки чемпіонат України на той час не мав статусу відкритого, він був змушений виступати за українською гоночною ліцензією, через що, з точки зору спортивної юрисдикції, вважався українським спортсменом. 

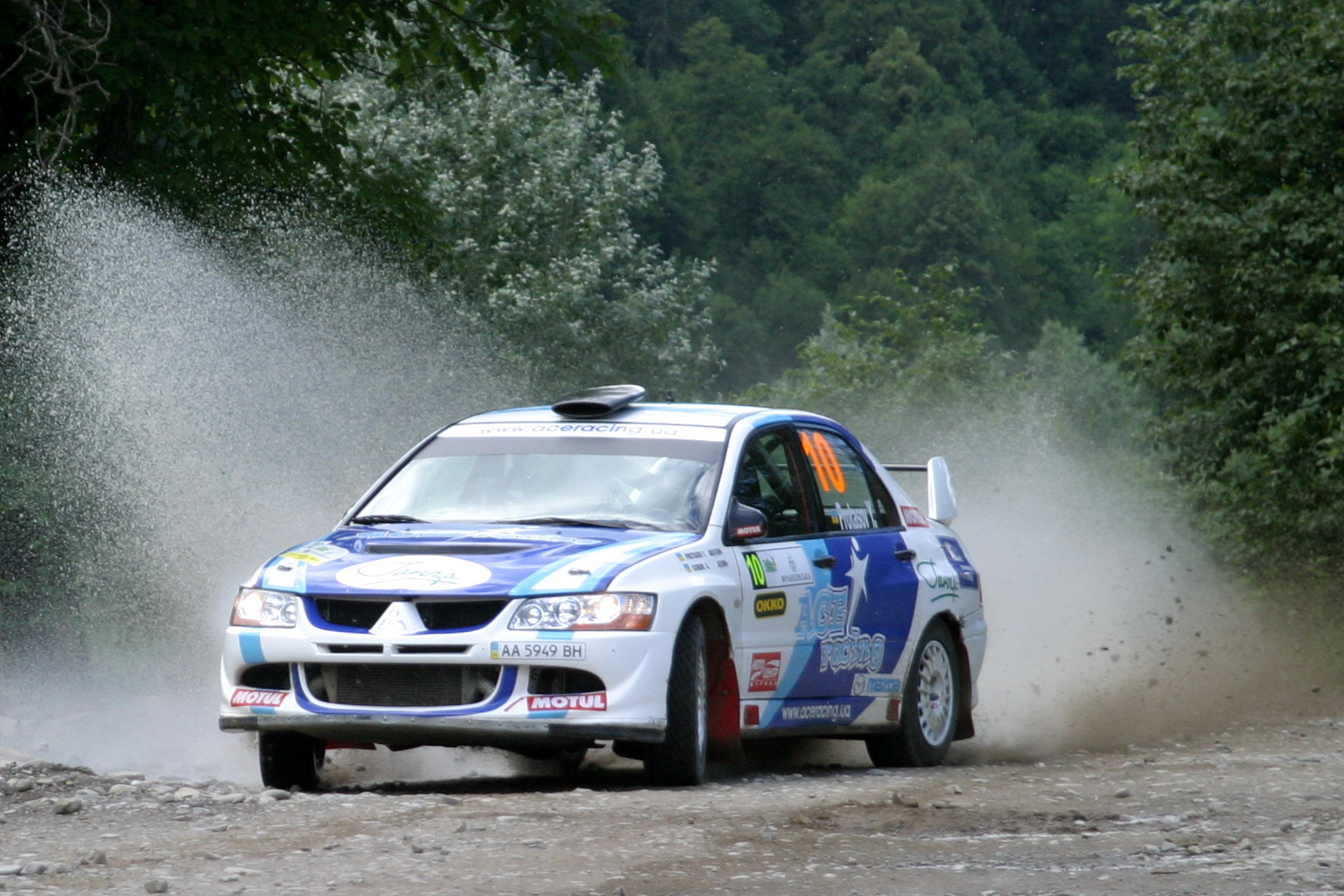
Ю. Протасов та О. Горбик на Ралі Трембіта 2007 р.

В 2012, 2013 та 2021 роках чемпіонат України мав статус відкритого. Це означало, що в ньому могли брати участь, набирати очки та здобувати титули спортсмени, що володіють гоночною ліцензією будь-якої країни — члена Міжнародної Автомобільної Федерації (FIA). В 2014 році чемпіонат України втратив статус відкритого через ускладнену ситуацію в країні та неможливість проводити міжнародні змагання. Значно зменшилась кількість учасників, через що, набравши найбільшу кількість очок, Олександр Салюк-молодший (перші пілоти) і Сергій Потійко (другі пілоти) стали не Чемпіонами, а переможцями Чемпіонату України 2014.
У 2022 році через Російське вторгнення в Україну (2022) всі автомобільні змагання були тимчасово припинені й чемпіонат України з ралі не проводився.
| Сезон  | Перші пілоти (водії)     | Перші пілоти (водії)        | Другі пілоти (штурмани) | Другі пілоти (штурмани)     |
| Сезон  | Пілот                    | Автомобіль                  | Штурман                 | Автомобіль                  |
| ------ | ------------------------ | --------------------------- | ----------------------- | --------------------------- |
| 1994   | Володимир Чопенко        | Ford Escort RS Cosworth     | Олександр Серопов       | Ford Escort RS Cosworth     |
| 1995*  |                          |                             |                         |                             |
| 1996   | Олександр Салюк-старший  | Ford Escort RS Cosworth     | Віктор Балін            | Mitsubishi Galant VR4       |
| 1997   | Василь Ростоцький        | Mitsubishi Lancer Evolution | Віктор Балін            | Mitsubishi Lancer Evolution |
| 1998   | Василь Ростоцький        | Mitsubishi Lancer Evolution | Віктор Балін            | Mitsubishi Lancer Evolution |
| 1999   | Василь Ростоцький        | Ford Escort WRC             | Майкл Орр               | Ford Escort WRC             |
| 2000   | Василь Ростоцький        | Ford Escort WRC             | Юрій Ростоцький         | Ford Escort WRC             |
| 2001   | Володимир Петренко       | Mitsubishi Lancer Evolution | Ігор Полутов            | Mitsubishi Lancer Evolution |
| 2002   | Олександр Салюк-старший  | Mitsubishi Lancer Evolution | Леонід Косянчук         | Mitsubishi Lancer Evolution |
| 2003   | Олександр Салюк-старший  | Mitsubishi Lancer Evolution | Леонід Косянчук         | Mitsubishi Lancer Evolution |
| 2004   | Валерій Разумовський     | Mitsubishi Lancer Evolution | Ігор Султанов           | Mitsubishi Lancer Evolution |
| 2005   | Андрій Александров       | Subaru Impreza WRX STi      | Гліб Загорій            | Mitsubishi Lancer Evolution |
| 2006   | Олександр Салюк-молодший | Mitsubishi Lancer Evolution | Олександр Горбик        | Mitsubishi Lancer Evolution |
| 2007   | Олександр Салюк-молодший | Mitsubishi Lancer Evolution | Адріан Афтаназів        | Mitsubishi Lancer Evolution |
| 2008   | Юрій Протасов            | Mitsubishi Lancer Evolution | Олександр Горбик        | Mitsubishi Lancer Evolution |
| 2009   | Олександр Салюк-молодший | Mitsubishi Lancer Evolution | Адріан Афтаназів        | Mitsubishi Lancer Evolution |
| 2010   | Олександр Салюк-молодший | Mitsubishi Lancer Evolution | Євген Леонов            | Mitsubishi Lancer Evolution |
| 2011   | Валерій Горбань          | Mitsubishi Lancer Evolution | Євген Червоненко        | Mitsubishi Lancer Evolution |
| 2012   | Олександр Салюк-молодший | Mitsubishi Lancer Evolution | Євген Червоненко        | Mitsubishi Lancer Evolution |
| 2013   | Валерій Горбань          | Mini JCW RRC                | Володимир Корся         | Mini JCW RRC                |
| 2014** | Олександр Салюк-молодший | Mitsubishi Lancer Evolution | Сергій Потійко          | Mitsubishi Lancer Evolution |
| 2015   | Денис Сидоров            | Mitsubishi Lancer Evolution | Микола Романов          | Mitsubishi Lancer Evolution |
| 2016   | Олександр Козлов         | Subaru Impreza WRX STi      | Олександр Островський   | Subaru Impreza WRX STi      |
| 2017   | Руслан Топор             | Mitsubishi Lancer Evolution | Євген Сокур             | Mitsubishi Lancer Evolution |
| 2018   | Борис Ганджа             | Mitsubishi Lancer Evolution | Євген Сокур             | Mitsubishi Lancer Evolution |
| 2019   | Антон Корзун             | Mitsubishi Lancer Evolution | Євген Сокур             | Subaru Impreza WRX STi      |
| 2020   | Олександр Салюк-молодший | Mitsubishi Lancer Evolution | Володимир Равінський    | Mitsubishi Lancer Evolution |
| 2021   | Олександр Салюк-молодший | Mitsubishi Lancer Evolution | Володимир Равінський    | Mitsubishi Lancer Evolution |

* Чемпіонат України в абсолютному заліку не розігрувався
** Переможці Чемпіонату України

## Чемпіони серед команд

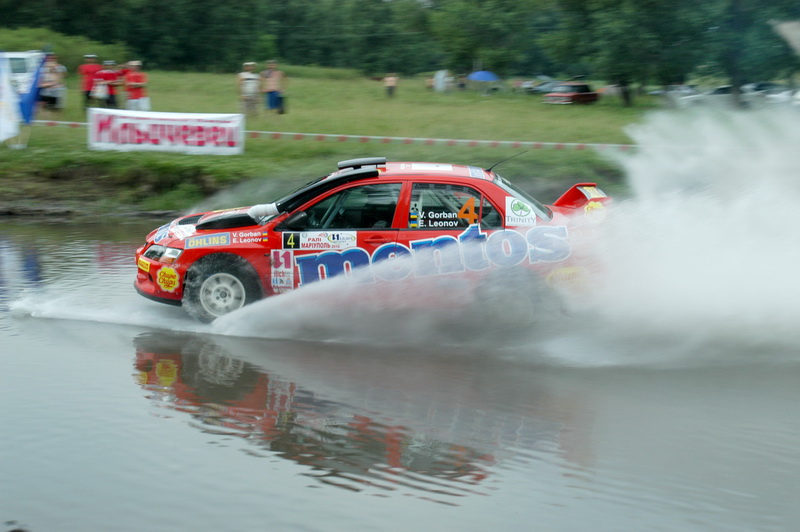
В. Горбань та Є. Леонов на Ралі Маріуполь 2010 р

На початку свого існування чемпіонат України з ралі розігрувався, крім особистого заліку, окремо серед територіальних автомобільних клубів (як це традиційно відбувалось за часів Радянського Союзу). Починаючи з 1995 року також проводився паралельний залік серед клубних команд, а з 1996 року – ще й серед фірмових команд. В 1999 році заліки клубних та фірмових команд було поєднано в один спільний командний залік. Починаючи з 2000 року окремий залік для територіальних клубів було скасовано. 

### Переможці в заліку територіальних клубів
| Сезон | Клуб           | Склад (перші пілоти)                                                                |
| ----- | -------------- | ----------------------------------------------------------------------------------- |
| 1994  | КРАК Славутич  | Володимир Чопенко, Володимир Петренко, Павло Гайдук                                 |
| 1995  | Одеський АК    | Олександр Андріященко, Микола Нікітюк, Валерій Разумовський                         |
| 1996  | КРАК Славутич  | Олександр Салюк-старший, Володимир Петренко, Дмитро Рибак                           |
| 1997  | КМАМК          | Володимир Петренко, Борис Донськой, Андрій Александров, Сергій Вукович              |
| 1998  | Херсонський АК | Олександр Андріященко, Юрій Карпенко, Микола Нікітюк, Павло Шарашидзе               |
| 1999  | КРАК Славутич  | Олександр Салюк-старший, Олександр Салюк-молодший, Руслан Кучер, Олександр Бойченко |

### Переможці в заліку клубних команд
| Сезон | Команда            | Склад (перші пілоти)                                         |
| ----- | ------------------ | ------------------------------------------------------------ |
| 1995  | Інтер Спорт Сервіс | Олександр Андріященко, Валентин Марчук, Валерій Разумовський |
| 1996  | Авіакомпанія Хорс  | Олександр Салюк-старший, Дмитро Рибак                        |
| 1997  | Ралі Клуб          | Борис Донськой, Наталя Франчук                               |
| 1998  | Інтер Спорт Сервіс | Руслан Железко, Олексій Железко, Сергій Коробейніков         |

### Переможці в заліку фірмових команд
| Сезон | Команда     | Склад (перші пілоти)                                    |
| ----- | ----------- | ------------------------------------------------------- |
| 1996  | УкрТатНафта | Василь Ростоцький, Сергій Коробейніков                  |
| 1997  | Сім-Тім     | Олександр Андріященко, Микола Нікітюк, Валерій Міхайлов |
| 1998  | Сім-Тім     | Олександр Андріященко, Микола Нікітюк, Валерій Міхайлов |

### Переможці в командному заліку
| Сезон | Команда               | Склад (перші пілоти)                                                                                   |
| ----- | --------------------- | --- |
| 1999  | ТПП Україна           | Руслан Железко, Олексій Железко                                                                        |
| 2000  | Хорс Авіа             | Олександр Салюк-старший, Олександр Салюк-молодший                                                      |
| 2001  | МСК                   | Валерій Разумовський, Володимир Петренко                                                               |
| 2002  | MacCoffee Rally Team  | Олександр Салюк-старший, Олександр Салюк-молодший                                                      |
| 2003  | MacCoffee Rally Team  | Олександр Салюк-старший, Олександр Салюк-молодший, Валерій Горбань                                     |
| 2004  | MacCoffee Rally Team  | Олександр Салюк-старший, Олександр Салюк-молодший, Валерій Горбань                                     |
| 2005  | MacCoffee Rally Team  | Олександр Салюк-старший, Олександр Салюк-молодший, Валерій Горбань                                     |
| 2006  | Ace Racing            | Володимир Петренко, Вадим Мордовін, Сергій Перець, Євген Понєдєльник, Вадим Трутнєв, Андрій Небесний   |
| 2007  | MacCoffee Rally Team  | Олександр Салюк-старший, Олександр Салюк-молодший, Валерій Горбань, Вадим Трутнєв                      |
| 2008  | Tsunami Rally Team    | Александр Желудов, Руслан Кучер, Ігор Сторчак, Яніс Воробйовс, Антон Ален                              |
| 2009  | Mentos Ascania Racing | Олександр Салюк-молодший, Валерій Горбань, Олексій Кікірешко                                           |
| 2010  | Mentos Ascania Racing | Олександр Салюк-молодший, Валерій Горбань, Олексій Кікірешко                                           |
| 2011  | Mentos Ascania Racing | Олександр Салюк-молодший, Валерій Горбань, Олексій Кікірешко, Андрій Лебедь                            |
| 2012  | Elita sport           | Олександр Фельдман, Сергій Чорний, Дмитро Радзівіл, Борис Ганджа                                       |
| 2013  | XADO Motorsport       | Микола Чмих, Станіслав Бєсєдін, Сергій Костюков                                                        |
| 2014  | Odessa Rally Team     | Юрій Кочмар, Дмитро Тананевич, Олексій Долот, Станіслав Прусс                                          |
| 2015  | ULTRA GP              | Борис Ганджа, Сергій Потійко, Олексій Долот                                                            |
| 2016  | Odessa Rally Team     | Дмитро Роткевич, Дмитро "Рель", Михайло Горшков                                                        |
| 2017  | Odessa Rally Team     | Руслан Топор, Михайло Горшков, Геннадій Єфімов, Дмитро Тананевич, Костянтин Колесов, Михайло Анісімов, |
| 2018  | 482 Rally             | Володимир Гнатенко, Павло Копилець, Іван Остапченко, Роман Жельніо, Леван Хоперія, Тарас Кравченко     |
| 2019  | DENSO X-Team          | Юрій Хоміцький, Сергій Рудьковський, Сергій Івченко                                                    |
| 2020  | Evdokymov Racing Team | Максим Євдокімов, Павло Копилець, Вадим Ільясов                                                        |
| 2021  | DENSO X-Team          | Юрій Хоміцький, Валерій Терещенко, Сергій Івченко, Вадим Ільясов                                       |

## Автомобілі-переможці
З 1994 по 2021 рік перемоги на окремих етапах чемпіонатів України з ралі здобували пілоти, що виступали на автомобілях де'вяти марок: Fiat, Ford, Lada, Lancia, Mazda, MINI, Mitsubishi, Skoda та Subaru. 
| Автомобіль                | Перша перемога        | Перша перемога      | Перша перемога | Остання перемога         | Остання перемога    | Остання перемога |
| Автомобіль                | Пілот                 | Гонка               | Рік            | Пілот                    | Гонка               | Рік              |
| ------------------------- | --------------------- | ------------------- | -------------- | ------------------------ | ------------------- | ---------------- |
| Fiat Punto Abarth         | Антон Ален            | Ралі Чумацький Шлях | 2008           | Антон Ален               | Ралі Чумацький Шлях | 2008             |
| Ford Escort RS Cosworth   | Володимир Чопенко     | Ралі Одеса          | 1994           | Олександр Салюк-старший  | Ралі Стара Фортеця  | 2001             |
| Ford Escort WRC           | Василь Ростоцький     | Ралі Чумацький Шлях | 1999           | Василь Ростоцький        | Ралі Куяльник       | 2001             |
| Ford Fiesta S2000/R5      | Ягіз Авчі*            | Ралі Ялта           | 2012           | Олександр Салюк-молодший | Александров Ралі    | 2013             |
| Ford Focus WRC            | Дуглас Холл*          | Ралі Столиця        | 2004           | Дуглас Холл              | Ралі Столиця        | 2004             |
| Lada ВАЗ 2108             | Олександр Андріященко | Ралі Куяльник       | 1996           | Павло Шарашидзе          | Ралі Скіф           | 2000             |
| Lancia Delta HF Integrale | Володимир Петренко    | Ралі Чумацький Шлях | 1994           | Андрій Александров       | Ралі Скіф           | 1998             |
| Mazda 323                 | Валентин Марчук       | Ралі Столиця        | 1999           | Валентин Марчук          | Ралі Столиця        | 1999             |
| MINI JCW RRC/WRC          | Валерій Горбань       | Ралі Чумацький Шлях | 2013           | Валерій Горбань          | Ралі Чумацький Шлях | 2021             |
| Mitsubishi Galant VR-4    | Василь Ростоцький     | Ралі Куяльник       | 1995           | Василь Ростоцький        | Ралі Скіф           | 1997             |
| Mitsubishi Lancer         | Василь Ростоцький     | Ралі Карпати        | 1997           | Олександр Салюк-молодший | Ралі Ворота України | 2021             |
| Skoda Fabia S2000         | Юхо Хяннінен*         | Ралі Ялта           | 2011           | Олександр Салюк-молодший | Ралі Ялта           | 2013             |
| Subaru Impreza            | Андрій Александров    | Ралі Дніпро         | 2001           | Юрій Хоміцький           | Ралі Ворота України | 2019             |

* Виступав поза заліком чемпіонату України

## Гонки

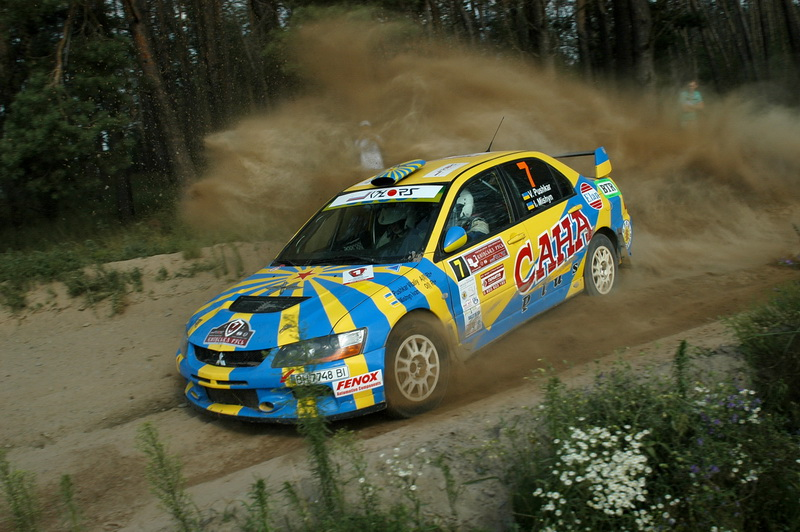
В. Пушкар та І. Мішин на Ралі Київська Русь 2011 р

За період з 1994 по 2021 роки відбулося 149 змагань, які входили до заліку Чемпіонату України з ралі. Етапи чемпіонату приймали в себе 24 міста України: Херсон (тридцять шість етапів), Львів (шістнадцять), Київ, Чернівці (по дванадцять), Кам'янець-Подільський (одинадцять), Одеса, Ялта (по дев'ять), Дніпродзержинськ (вісім), Маріуполь (сім), Поляна, Снятин, Трускавець (по чотири), Генічеськ (три), Івано-Франківськ, Коломия, Умань, Борислав (по два), Алушта, Біла Церква, Білгород-Дністровський, Донецьк, Житомир, Нижні Ворота, Східниця (по одному).
| Ралі                     | 94 | 95 | 96 | 97 | 98 | 99 | 00 | 01 | 02 | 03 | 04 | 05 | 06 | 07 | 08 | 09 | 10 | 11 | 12 | 13 | 14 | 15 | 16 | 17 | 18 | 19 | 20 | 21 | Заг. |
| ------------------------ | -- | -- | -- | -- | -- | -- | -- | -- | -- | -- | -- | -- | -- | -- | -- | -- | -- | -- | -- | -- | -- | -- | -- | -- | -- | -- | -- | -- | ---- |
| Ралі Чумацький Шлях      |    |    |    |    |    |    |    |    |    |    |    |    |    |    |    |    |    |    |    |    |    |    |    |    |    |    |    |    | 28   |
| Ралі Галіція             |    |    |    |    |    |    |    |    |    |    |    |    |    |    |    |    |    |    |    |    |    |    |    |    |    |    |    |    | 14   |
| Ралі Фортеця             |    |    |    |    |    |    |    |    |    |    |    |    |    |    |    |    |    |    |    |    |    |    |    |    |    |    |    |    | 11   |
| Ралі Столиця             |    |    |    |    |    |    |    |    |    |    |    |    |    |    |    |    |    |    |    |    |    |    |    |    |    |    |    |    | 9    |
| Ралі Ялта                |    |    |    |    |    |    |    |    |    |    |    |    |    |    |    |    |    |    |    |    |    |    |    |    |    |    |    |    | 9    |
| Ралі Дніпро              |    |    |    |    |    |    |    |    |    |    |    |    |    |    |    |    |    |    |    |    |    |    |    |    |    |    |    |    | 8    |
| Ралі Куяльник            |    |    |    |    |    |    |    |    |    |    |    |    |    |    |    |    |    |    |    |    |    |    |    |    |    |    |    |    | 8    |
| Ралі Трембіта            |    |    |    |    |    |    |    |    |    |    |    |    |    |    |    |    |    |    |    |    |    |    |    |    |    |    |    |    | 8    |
| Ралі Маріуполь           |    |    |    |    |    |    |    |    |    |    |    |    |    |    |    |    |    |    |    |    |    |    |    |    |    |    |    |    | 7    |
| Ралі Буковина            |    |    |    |    |    |    |    |    |    |    |    |    |    |    |    |    |    |    |    |    |    |    |    |    |    |    |    |    | 6    |
| Ралі Карпати             |    |    |    |    |    |    |    |    |    |    |    |    |    |    |    |    |    |    |    |    |    |    |    |    |    |    |    |    | 6    |
| Ралі Ворота України      |    |    |    |    |    |    |    |    |    |    |    |    |    |    |    |    |    |    |    |    |    |    |    |    |    |    |    |    | 5    |
| Ралі Скіф                |    |    |    |    |    |    |    |    |    |    |    |    |    |    |    |    |    |    |    |    |    |    |    |    |    |    |    |    | 5    |
| Александров Ралі         |    |    |    |    |    |    |    |    |    |    |    |    |    |    |    |    |    |    |    |    |    |    |    |    |    |    |    |    | 4    |
| Ралі Арабат              |    |    |    |    |    |    |    |    |    |    |    |    |    |    |    |    |    |    |    |    |    |    |    |    |    |    |    |    | 3    |
| Ралі Київ                |    |    |    |    |    |    |    |    |    |    |    |    |    |    |    |    |    |    |    |    |    |    |    |    |    |    |    |    | 2    |
| Ралі Умань               |    |    |    |    |    |    |    |    |    |    |    |    |    |    |    |    |    |    |    |    |    |    |    |    |    |    |    |    | 2    |
| Херсонське ралі          |    |    |    |    |    |    |    |    |    |    |    |    |    |    |    |    |    |    |    |    |    |    |    |    |    |    |    |    | 2    |
| Ралі Аккерман            |    |    |    |    |    |    |    |    |    |    |    |    |    |    |    |    |    |    |    |    |    |    |    |    |    |    |    |    | 1    |
| Ралі Алушта              |    |    |    |    |    |    |    |    |    |    |    |    |    |    |    |    |    |    |    |    |    |    |    |    |    |    |    |    | 1    |
| Ралі Донбас              |    |    |    |    |    |    |    |    |    |    |    |    |    |    |    |    |    |    |    |    |    |    |    |    |    |    |    |    | 1    |
| Ралі Зимові Вершини      |    |    |    |    |    |    |    |    |    |    |    |    |    |    |    |    |    |    |    |    |    |    |    |    |    |    |    |    | 1    |
| Ралі Золота Осінь Карпат |    |    |    |    |    |    |    |    |    |    |    |    |    |    |    |    |    |    |    |    |    |    |    |    |    |    |    |    | 1    |
| Ралі Київська Русь       |    |    |    |    |    |    |    |    |    |    |    |    |    |    |    |    |    |    |    |    |    |    |    |    |    |    |    |    | 1    |
| Ралі Колесо              |    |    |    |    |    |    |    |    |    |    |    |    |    |    |    |    |    |    |    |    |    |    |    |    |    |    |    |    | 1    |
| Ралі Львівська Осінь     |    |    |    |    |    |    |    |    |    |    |    |    |    |    |    |    |    |    |    |    |    |    |    |    |    |    |    |    | 1    |
| Ралі Одеса               |    |    |    |    |    |    |    |    |    |    |    |    |    |    |    |    |    |    |    |    |    |    |    |    |    |    |    |    | 1    |
| Ралі Росава              |    |    |    |    |    |    |    |    |    |    |    |    |    |    |    |    |    |    |    |    |    |    |    |    |    |    |    |    | 1    |
| Ралі Чернівці-600        |    |    |    |    |    |    |    |    |    |    |    |    |    |    |    |    |    |    |    |    |    |    |    |    |    |    |    |    | 1    |
| Разом                    | 2  | 3  | 5  | 4  | 5  | 7  | 7  | 6  | 5  | 6  | 6  | 6  | 7  | 7  | 6  | 5  | 6  | 6  | 5  | 6  | 4  | 5  | 6  | 4  | 5  | 6  | 5  | 4  | 149  |

## Цікаві факти
- Ралі «Чумацький Шлях» - єдиний етап, який входив до заліку всіх чемпіонатів України з ралі з 1994 по 2021 роки.

- В 2005 році Андрій Александров став абсолютним чемпіоном, не вигравши жодної гонки.

- В 2009 році Олександр Салюк-молодший виграв всі гонки чемпіонату.

- Лідируючий в «Ралі Галіція» 2013 року Олександр Салюк-молодший завершив гонку після помилки його штурмана Євгена Червоненко, який на 27 хвилин раніше привів свого пілота на один з пунктів контролю часу. З таким штрафом продовжувати боротьбу вже не було ніякого сенсу. Це випередження вважається рекордним в історії українського ралі.[6]

- В 2018 році Борис Ганджа виграв всі гонки в заліку чемпіонату України (проте «Ралі Галіція» виграв Яніс Воробйовс, який брав участь поза заліком чемпіонату України).[7]

- В 2019 році чемпіон і віце-чемпіон набрали однакову кількість очок вперше з 2004 року. В такому випадку згідно регламенту перемогу здобув той, хто набрав більшу кількість очок на останньому етапі чемпіонату.[8]